# L'Écho de Brou
L'Écho de Brou est un journal hebdomadaire français, publié en Eure-et-Loir et dans l'arrondissement de Vendôme (Loir-et-Cher). Il est basé à Brou (Eure-et-Loir), petite ville d'environ 4 000 habitants entre Beauce et Perche.
Il est fondé en 1892 par M. Cornilleau sous le nom de Journal de Brou. Il est racheté en 1926 par Maurice Bizeau, dont la famille est toujours détentrice du titre. Le 14 août 1944, il adopte son nom actuel comme l'atteste l'article paru le même jour, et paraît le mardi au lieu du mercredi précédemment pour permettre à ses lecteurs de « mieux prendre connaissance des prix pratiqués sur le marché ».
Il comprend les brèves de l'actualité nationale et internationale, de l'actualité locale sur ses départements de couverture, une part importante est consacrée à l'agenda des festivités locales, des délibérations politiques locales, du carnet des naissances, mariages et décès et des appels d'offres. Habilité à la publication des annonces légales pour l'ensemble du département d'Eure-et-Loir, son tirage relativement faible permet la publication dans une certaine discrétion d'annonces considérées comme peu valorisantes par les intéressés.
Dans la première décennie du XXIe siècle, le journal passe au format tabloïd (2005) et à l'impression couleur (2007). Il renoue cette même année avec une parution le mercredi.
Dans la deuxième décennie du XXIe siècle, un abonnement tout-numérique est proposé en ligne.